# Nemoleon notatus
Nemoleon notatus is een insect uit de familie van de mierenleeuwen (Myrmeleontidae), die tot de orde netvleugeligen (Neuroptera) behoort. 
Nemoleon notatus is voor het eerst wetenschappelijk beschreven door Rambur in 1842.